# Liste der Baudenkmäler in Schönau am Königssee

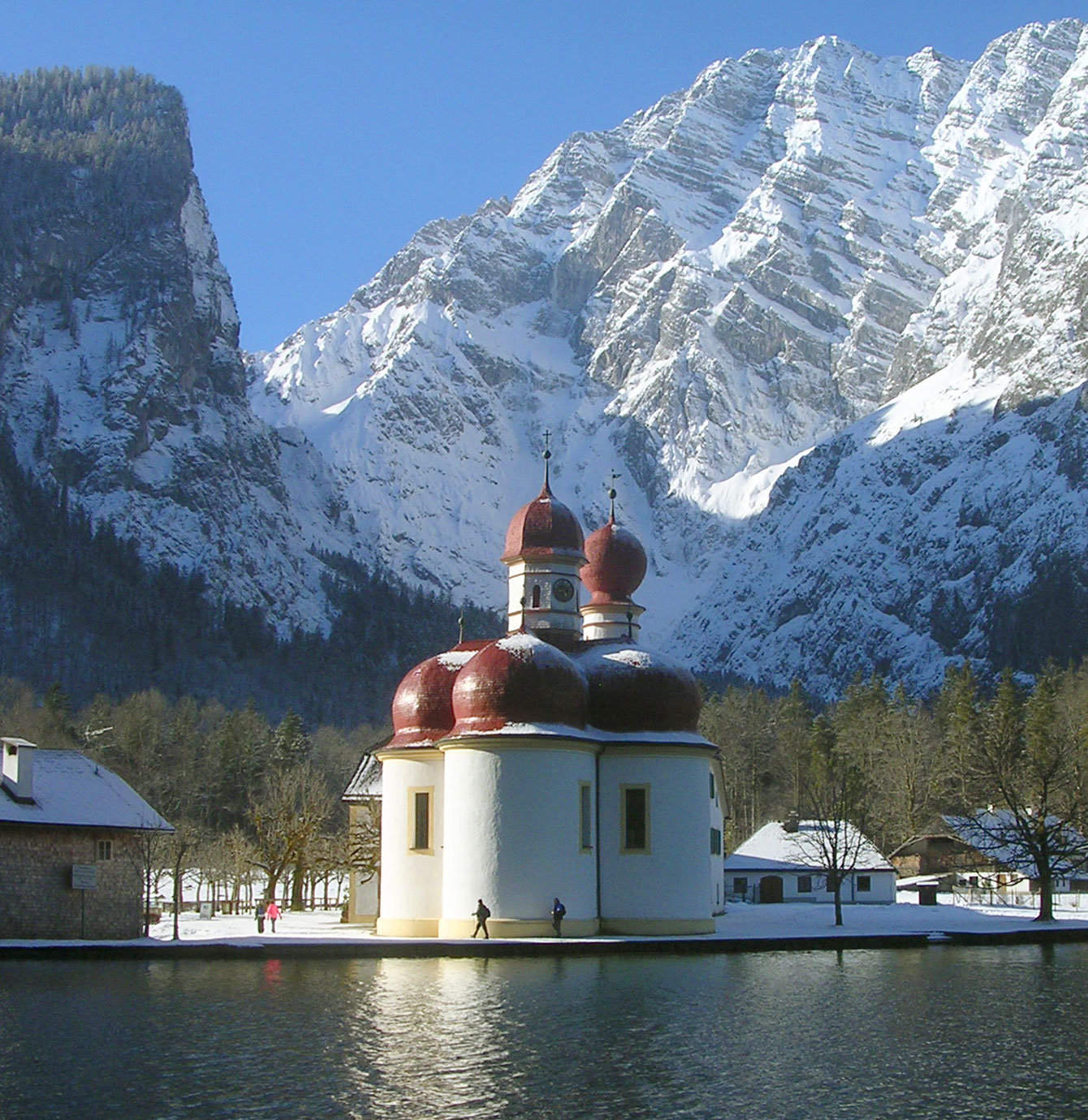
St. Bartholomä im Winter

Auf dieser Seite sind die Baudenkmäler in der oberbayerischen Gemeinde Schönau am Königssee zusammengestellt. Diese Tabelle ist eine Teilliste der Liste der Baudenkmäler in Bayern. Grundlage ist die Bayerische Denkmalliste, die auf Basis des Bayerischen Denkmalschutzgesetzes vom 1. Oktober 1973 erstmals erstellt wurde und seither durch das Bayerische Landesamt für Denkmalpflege geführt wird. Die folgenden Angaben ersetzen nicht die rechtsverbindliche Auskunft der Denkmalschutzbehörde.

## Ensembles

### Ensemble Schiffslände

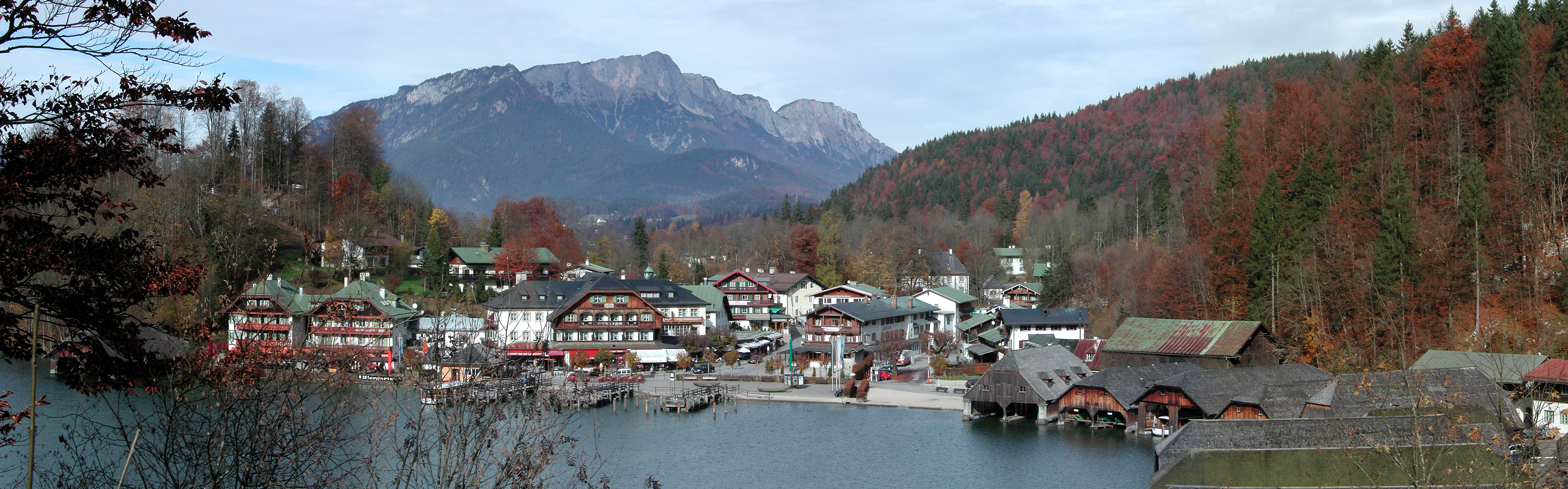

Das Ensemble umfasst den bebauten Bereich der Schiffslände am Nordende des berühmten, acht Kilometer langen Königssees. Das Ufer ist an dieser Stelle vorwiegend mit Hotels und Schiffshütten bebaut, die meist dem frühen 20. Jahrhundert entstammen und sich zu einem einheitlichen Bild zusammenschließen, das vom Berchtesgadener und Salzburger Heimatstil, bereichert durch neubarocke und Jugendstil-Motive, geprägt wird.
Die Bauten dienen dem Fremdenverkehr, der seit dem frühen 19. Jahrhundert den Königssee entdeckt hatte. Der See wurde zum Inbegriff der Hochgebirgsromantik und zum Reiseziel, nach dem Maler, Schriftsteller und Reiseautoren eindrucksvolle Naturbilder wie das des von Felswänden eingefassten Seespiegels vor der Watzmanngruppe verbreitet hatten. Zeugnis von den ersten Ansiedlungen von Fremden am See gibt noch die 1869 erbaute, leider stark veränderte Villa des sächsischen Ministers Friedrich Ferdinand von Beust auf einem Felsvorsprung am Eingang zum Malerwinkel, gegenüber der Insel Christlieger; sie gehört zum Ensemble.
Die Hotelbauten lassen den Aufschwung des Fremdenverkehrs am See um 1900 anschaulich werden, begünstigt durch moderne Massenverkehrsmittel wie die ehemalige Königssee-Linie der Eisenbahn und den 1909 auf dem See eingeführten Motorschiff-Verkehr. Unter diesen zum Teil veränderten Bauten nimmt das von Georg Zimmermann 1912 errichtete Hotel Schiffmeister mit seinen reich verzierten, an historischen Vorbildern orientierten hölzernen Ausbauten und der durch Jugendstilelemente ausgezeichneten Veranda und Eingangshalle einen besonderen Rang ein.
Von besonderer Bedeutung und das Ensemblebild wesentlich bestimmend sind die dreizehn Schiffshütten der Königssee-Schifffahrt, die nach dem Brand der alten Hütten 1918 nach Plänen von August von Thiersch erbaut wurden und rhythmisch in zwei Reihen am Ufer gruppiert sind. Ihre mit Scharschindeln gedeckten Krüppelwalmdächer entsprechen ebenfalls historischen Vorbildern und korrespondieren mit den Dächern des Hotels Schiffmeister.
Zeugnisse der ältesten Bebauung an der Lände sind die barocke Schiffmeisterkapelle und das Alte Seewirtshaus.
Zum Ensemble gehören auch die Landestege, die Kastanienpflanzungen der Promenade, die Kiosk-Bauten und die Nebengebäude der Hotels.
Aktennummer: E-1-72-132-1

## Baudenkmäler nach Gemeindeteilen

### Oberschönau
| Lage                               | Objekt                                         | Beschreibung | Akten-Nr.     | Bild                              |
| ---------------------------------- | ---------------------------------------------- | --- | ------------- | --------------------------------- |
| Bernweg 8 (Standort)               | Bärnlehen, altertümlicher Zwiehof              | Bauernhaus, erdgeschossiges Doppel-Anwesen (Gmoa), mit Legschindeldach, wohl 17. Jahrhundert; Stallstadel, Klaubsteinmauerwerk, Legschindeldach, wohl 17. Jahrhundert        | D-1-72-132-1  | Bärnlehen, altertümlicher Zwiehof |
| Grünsteinstraße (Standort)         | Feldkreuz                                      | 18. Jahrhundert; zum Freiberglehen gehörig | D-1-72-132-3  | BW                                |
| Mentenweg 7 (Standort)             | Landhaus, ehemaliges Mentenlehen               | Obergeschoss in Blockbauweise, Rotmarmorportal, hölzerne Verzierungen und Ausbauten, im Kern 17. und 18. Jahrhundert, im Heimatstil um 1910/20 von Georg Zimmermann umgebaut | D-1-72-132-52 | BW                                |
| Moosweg 15/17 (Standort)           | Mooslehen                                      | Bauernhaus eines Zwiehofs, Doppel-Anwesen (Gmoa), Obergeschoss in Blockbauweise, 17./18. Jahrhundert                                                                         | D-1-72-132-53 | Mooslehen                         |
| Oberschönauer Straße 80 (Standort) | Landhaus                                       | mit Lauben, Portalnische, Flachsatteldach, malerisch im Heimatstil, 1923 | D-1-72-132-54 | BW                                |
| Storchenstraße 35 (Standort)       | Zugehörige Kreuzigungs-Gruppe                  | 18. Jahrhundert | D-1-72-132-9  | BW                                |
| Storchenstraße 56 (Standort)       | Kramerlehen                                    | Bauernhaus, Obergeschoss-Blockbau 16./17. Jahrhundert, mit Feldkasten, Blockbau, 16./17. Jahrhundert                                                                         | D-1-72-132-8  | BW                                |
| Thierschstraße 12 (Standort)       | Villa Thiersch                                 | mit Erkerausbauten und Walmdach, modern historisierend, 1906 wohl von August Thiersch erbaut                                                                                 | D-1-72-132-10 | Villa Thiersch                    |
| Oberschönauer Straße (Standort)    | Bildstock                                      | Rotmarmorpfeiler, bezeichnet mit dem Jahr 1683; an der Abzweigung Mentenweg                                                                                                  | D-1-72-132-55 | BW                                |
| Oberschönau (Standort)             | Sogenannter Triftsteg über die Königsseer Ache | vierjochige überdachte Brückenkonstruktion in Zimmermannstechnik, 19. Jahrhundert; Brückenauflager aus regelmäßigem Quadermauerwerk, südliches bezeichnet mit dem Jahr 1844  | D-1-72-132-91 | BW                                |

### Unterschönau
| Lage                              | Objekt                                                                                           | Beschreibung | Akten-Nr.     | Bild                      |
| --------------------------------- | ------------------------------------------------------------------------------------------------ | --- | ------------- | ------------------------- |
| Artenreitring 27 (Standort)       | Haus Wolfeck                                                                                     | herrschaftliches Landhaus im Heimatstil, Obergeschoss in Blockbauweise, Flachsatteldach, offene Eingangshalle, darüber Erker, 1901 | D-1-72-132-71 | Haus Wolfeck              |
| Göblweg 20 (Standort)             | Kapellenbildstock                                                                                | gemauert, wohl 19. Jahrhundert | D-1-72-132-80 | BW                        |
| Hubertuspark 1 (Standort)         | Kapelle zur Schmerzhaften Muttergottes (Schornkapelle), seit 1957 Evangelisch-Lutherische Kirche | Barockbau von 1760/61, mit Ausbauten des 20. Jahrhunderts; mit Ausstattung | D-1-72-132-84 | weitere Bilder            |
| Jodlerweg 21 (Standort)           | Hafnerlehen                                                                                      | Bauernhaus eines Zwiehofs, modern bezeichnet mit dem Jahr 1378, Erdgeschoss wohl 16./17. Jahrhundert, Fenster- und Türgewände in Rotmarmor, wohl 1938, gleichzeitig Blockbau-Obergeschoss und Flachsatteldach                                                                    | D-1-72-132-75 | BW                        |
| Schmiedenweg 3 (Standort)         | Kapellenbildstock                                                                                | im Kern wohl barock | D-1-72-132-83 | Kapellenbildstock         |
| Schornstraße 6 (Standort)         | Weiherermühle                                                                                    | 17. Jahrhundert, Obergeschoss wohl 19. Jahrhundert, Rotmarmor-, Fenster- und Türgewände des 17. Jahrhunderts; alter Stallstadel, Holzbohlenbau auf gemauertem Sockel, 17./18. Jahrhundert                                                                                        | D-1-72-132-76 | Weiherermühle             |
| Untersteiner Straße 28 (Standort) | Katholische Pfarrkirche Maria Sieben Schmerzen                                                   | Neubau 1932/33, von Georg Buchner, südliches Portal von der ehemaligen Arcokapelle von 1855 übertragen; mit Ausstattung; baulich angeschlossenes Pfarrhaus, zweigeschossiger massiver Walmdachbau über hohem Souterrain, gleichzeitig; Portal aus Tuffsteinquadern, gleichzeitig | D-1-72-132-87 | weitere Bilder            |
| Untersteiner Straße 35 (Standort) | Altes Schönauer Schulhaus                                                                        | biedermeierlicher Bau mit Satteldach, bezeichnet mit dem Jahr 1822, erweitert 1889 | D-1-72-132-86 | Altes Schönauer Schulhaus |

### Faselsberg
| Lage                             | Objekt                                       | Beschreibung | Akten-Nr.     | Bild                  |
| -------------------------------- | -------------------------------------------- | --- | ------------- | --------------------- |
| Fritzenweg 6 (Standort)          | Holzenlehen                                  | Bauernhaus eines Zwiehofs, Obergeschoss-Blockbau, 17./18. Jahrhundert, bemalte Balkenköpfe; Feldkasten, bemerkenswerter Blockbau, bezeichnet mit dem Jahr 1603, Oberteil verbrettert; Hofkapelle, 20. Jahrhundert | D-1-72-132-12 | BW                    |
| Holzlobstraße 45 (Standort)      | Holzloblehen                                 | Doppel-Bauernhaus (Gmoa), Obergeschoss-Blockbau, wohl 17. Jahrhundert | D-1-72-132-13 | BW                    |
| Richard-Voß-Straße 53 (Standort) | Glaserlehen                                  | Bauernhaus eines Zwiehofs, mit Blockbau-Kniestock, 18./19. Jahrhundert, im Kern wohl älter | D-1-72-132-14 | BW                    |
| Richard-Voß-Straße 58 (Standort) | Brunnfeldlehen                               | Bauernhaus mit gewölbtem Hausgang am Firstbalken bezeichnet mit dem Jahr 1697 (Obergeschoss 1939 ausgebaut) | D-1-72-132-16 | BW                    |
| Scharitzkehlstraße 20 (Standort) | Brüggenlehen, Zwiehof                        | Wohnspeicherhaus, Erdgeschoss von 1608 größtenteils Blockbau, hangseitig Feldsteinmauerung, Blockbau-Obergeschoss 1889 aufgesetzt; Stadel, offener Rundholz-Blockbau auf Feldsteinunterbau, 17. Jahrhundert; Feldkasten mit angebautem Schweinestall, Erdgeschoss Blockbau, vorkragendes Obergeschoss, verschaltes Ständerwerk, Legschindeldach, 17. Jahrhundert | D-1-72-132-90 | Brüggenlehen, Zwiehof |
| Vorderbrandstraße 79 (Standort)  | Hainzenlehen                                 | Bauernhaus eines Zwiehofs, Obergeschoss zum Teil in Blockbauweise, im Kern 17./18. Jahrhundert; alter Stallstadel, Oberteil in Holzbohlenkonstruktion, wohl 18. Jahrhundert | D-1-72-132-19 | BW                    |
| Vorderbrandstraße 83 (Standort)  | Reichellehen, Berchtesgadener Zwiehof (Gmoa) | Bauernhaus, zweigeschossiger Flachsatteldachbau mit Blockbau-Obergeschoss, im Innern bezeichnet mit 1708; Stadel, Klaubsteinbau mit Blockbau, 18. Jahrhundert, Erweiterung nach Westen als Ständerbohlenbau, um 1830; Feldkasten, Untergeschoss in Blockbau, bezeichnet mit den Jahren 1708 und 1739, Oberteil verbrettert, wohl 19. Jahrhundert                 | D-1-72-132-20 | BW                    |

### Hinterschönau
| Lage                    | Objekt      | Beschreibung                                                                                        | Akten-Nr.     | Bild |
| ----------------------- | ----------- | --------------------------------------------------------------------------------------------------- | ------------- | ---- |
| Dickenweg 14 (Standort) | Dickenlehen | Bauernhaus, Wohnteil verputzter Blockbau, First bezeichnet mit dem Jahr 1845, der Bau im Kern älter | D-1-72-132-24 | BW   |

### Königssee
| Lage                                             | Objekt                                                | Beschreibung | Akten-Nr.      | Bild                                                  |
| ------------------------------------------------ | ----------------------------------------------------- | --- | -------------- | ----------------------------------------------------- |
| An der Stangermühle 3 (Standort)                 | Grafenpointlehen                                      | ehemaliger Einfirsthof, Blockbau-Obergeschoss, bezeichnet mit dem Jahr 1608 und 1709 | D-1-72-132-32  | Grafenpointlehen                                      |
| Hammerlweg 5 (Standort)                          | Unterhammerl-Lehen                                    | erdgeschossiger malerischer Blockbau, 1615 | D-1-72-132-33  | BW                                                    |
| Königssee Jennerbahnstraße (Standort)            | Brandnerkapelle                                       | erbaut 1783; mit Ausstattung | D-1-72-132-34  | Brandnerkapelle                                       |
| Jennerbahnstraße 7 (Standort)                    | Forsthaus Königssee (Seefeld)                         | stattlicher Bau mit Flachsatteldach im Stil der Maximilianszeit, um Mitte 19. Jahrhundert; zugehöriger Bundwerkstadel, um Mitte 19. Jahrhundert | D-1-72-132-35  | Forsthaus Königssee (Seefeld)                         |
| Malerwinkelweg (Standort)                        | Schiffmeisterkapelle                                  | erbaut 1711; mit Ausstattung | D-1-72-132-37  | Schiffmeisterkapelle                                  |
| An der Seeklause 25 (Königsseer Ache) (Standort) | Triftwehr                                             | Triftwehr und Regulierung des Königssees, Natursteinpfeiler, 1797 erbaut, mit eingeschossigem hölzernem Walmdachüberbau, 1938/39; mit Zuleitung in den Triftkanal und Wehrsohlepflasterung, 1938/39 | D-1-72-132-105 | weitere Bilder                                        |
| Richard-Voß-Straße 112 (Standort)                | Klaubstein-Feldmauern                                 | Zugehörige alte Klaubstein-Feldmauern beim Brutshof | D-1-72-132-39  | Klaubstein-Feldmauern                                 |
| Seestraße (Standort)                             | Denkmal zum 90. Geburtstag des Prinzregenten Luitpold | Steinobelisk mit Porträtmedaillon aus Bronze und Widmungsinschrift, bezeichnet mit „1911“ | D-1-72-132-56  | Denkmal zum 90. Geburtstag des Prinzregenten Luitpold |
| Seestraße 17 (Standort)                          | Ehemaliger Bahnhof Königssee, jetzt Gasthaus          | gegliederter Baukörper aus erdgeschossigem Satteldachtrakt zwischen leicht erhöhtem Eckpavillon und zweigeschossigem Mittelteil, beide mit Walmdächern, an der nördlichen Längsseite (ehemalige Gleisseite) Arkaden, im barockisierenden Heimatstil, als Endbahnhof der Bahnlinie Berchtesgaden–Königssee erbaut 1908/09, ehemals in offener Holzständerkonstruktion angeschlossene Wartehalle um 1970/08 als Teil der Gaststätte ersetzt | D-1-72-132-102 | weitere Bilder                                        |
| Seestraße 32 (Standort)                          | Sogenanntes Altes Seewirtshaus oder Schweizerhaus     | Putzbau mit Krüppelwalmdach, 18. Jahrhundert | D-1-72-132-41  | Sogenanntes Altes Seewirtshaus oder Schweizerhaus     |
| Seestraße 34/36 (Standort)                       | Hotel Schiffmeister                                   | dreigeschossig, mit flachem Walmdach und großem Mittelrisalit mit Schopfwalmdach und reich verzierten und bemalten hölzernen Balkons, Veranda und Vorhalle mit Nagelfluhsäulen; im Heimat- und barockisierenden Jugendstil 1912 von Georg Zimmermann erbaut; westlich zwei Dependance-Bauten, dreigeschossig mit Schopfwalmdächern und Balkons in ähnlicher Art wie der Hauptbau                                                          | D-1-72-132-42  | Hotel Schiffmeister                                   |
| Seestraße 55 (Standort)                          | Dienstgebäude der staatlichen Verwaltung Königssee    | repräsentativer palaisartiger Bau mit hohem Walmdach und Fassadenmalerei, im Heimatstil, 1913; ehem. Waschhaus, eingeschossig mit Walmdach und Fassadenmalerei, gleichzeitig. | D-1-72-132-111 | weitere Bilder                                        |

### St. Bartholomä
| Lage                                           | Objekt                                                                   | Beschreibung | Akten-Nr.     | Bild           |
| ---------------------------------------------- | ------------------------------------------------------------------------ | --- | ------------- | -------------- |
| Sankt Bartholomä 1 (Standort)                  | Katholische Wallfahrtskirche St. Bartholomäus und ehemaliges Jagdschloss | originelle barocke Anlage, 1697 neu erbaut, Altarraum und Querschiff der Kirche in Kleeblattform, mit Kuppeldächern und kleinem Zentralturm, am Westende des Langhauses Apsis, an die sich das Schlösschen anschließt, erbaut 1708/09, mit Halbwalmdach, jetzt Gasthaus; mit Ausstattung; Stadel, mit Schopfwalmdach, bezeichnet mit dem Jahr 1702; hinter dem Gasthaus | D-1-72-132-58 | weitere Bilder |
| Sankt Bartholomä 3 (Standort)                  | Fischerhaus                                                              | wohl 18. Jahrhundert. | D-1-72-132-59 | weitere Bilder |
| Kapellmais (Standort)                          | Waldkapelle St. Johann und Paul                                          | nachgotisch, 1617; mit Ausstattung; 950 Meter westlich der Kirche | D-1-72-132-60 | weitere Bilder |
| Halbinsel St. Bartholomä, Eiswinkel (Standort) | Marterl                                                                  | in Marmor von Ferdinand von Miller für Prinzessin Gabriele von Bayern errichtet, nach 1918 | D-1-72-132-61 | weitere Bilder |

### Forst Sankt Bartholomä
| Lage                              | Objekt                 | Beschreibung | Akten-Nr.      | Bild           |
| --------------------------------- | ---------------------- | --- | -------------- | -------------- |
| Am Obersee (Standort)             | Fischunkelalm          | Kaser, Blockbau, bezeichnet mit dem Jahr 1840; 615 m Höhe | D-1-72-132-92  | weitere Bilder |
| Hagengebirge, Regenalm (Standort) | Kaser der Regenalm     | Doppel- und ehem. Rundumkaser (Gmoa), erdgeschossiger überkämmter Blockbau mit Legschindeldach, 1740, Umbau 1840; in 1540 m Höhe.                                                                       | D-1-72-132-107 | BW             |
| Hagengebirge, Regenalm (Standort) | Ehemalige Hofjagdhütte | unter König Maximilian II. errichtete Jagdhütte, erdgeschossiger Blockbau, 1848, nach Mitte des 19. Jahrhunderts ausgebaut und durch Querbau mit Laube erweitert; lange Klaubsteinmauern, gleichzeitig. | D-1-72-132-110 | BW             |

### Schwöb
| Lage                                       | Objekt              | Beschreibung                                                                | Akten-Nr.     | Bild |
| ------------------------------------------ | ------------------- | --------------------------------------------------------------------------- | ------------- | ---- |
| Alte Königsseer Straße 22 (Standort)       | Zugehöriges Zuhäusl | Obergeschoss verschindelt, 19. Jahrhundert                                  | D-1-72-132-62 | BW   |
| Alte Königsseer Straße 48 (Standort)       | Gröll-Lehen         | Bauernhaus eines Zwiehofs, zweigeschossiger Blockbau, angeblich 1607 erbaut | D-1-72-132-64 | BW   |
| Grutschenhäusl Holzlobstraße 28 (Standort) | Grutschen-Kapelle   | mit Walmdach, 18. Jahrhundert; mit Ausstattung                              | D-1-72-132-65 | BW   |
| Untersteiner Straße (Standort)             | Steinmarterl        | bezeichnet mit dem Jahr 1653; im Tauernhof-Anwesen                          | D-1-72-132-67 | BW   |

### Forst Königssee
| Lage                                                                        | Objekt                                  | Beschreibung | Akten-Nr.      | Bild                                    |
| --------------------------------------------------------------------------- | --------------------------------------- | --- | -------------- | --------------------------------------- |
| Insel Christlieger (Standort)                                               | Heiligenfigur, Grotte, Pyramide         | Figur des Hl. Johann Nepomuk, aus Marmor, 1711 nach einem Bootsunglück aufgestellt, mehrstufiger Unterbau aus Rotmarmorquadern mit Balustrade, seitlichen Treppen und zwei vorgelagerten Pyramiden der Vorgängerkirche, 1811 rückwärtige Grotte, im Innern mit Rotmarmorbrunnen, wohl 16. Jahrhundert Pyramide, aus Naturstein, wohl um 1810 durch König Max I. dort aufgestellt. | D-1-72-132-45  | weitere Bilder                          |
| In der Schlucht des Kesselbachs beim Kessel (Ostufer Königssee) (Standort)  | Inschrifttafel                          | Tafel mit vierzeiligem Vers, um 1810 | D-1-72-132-48  | BW                                      |
| In der Schlucht des Kesselbachs beim Kessel (Ostufer Königssee) (Standort)  | Sogenannte Wallner’sche Pyramide        | mit Inschrift, Tuffstein, 1808 | D-1-72-132-49  | BW                                      |
| An einer Felswand am Königssee-Ostufer, gegenüber St. Bartholomä (Standort) | Denkmal                                 | Großes Bronze-Porträt-Relief des Prinzregenten Luitpold, 1912 | D-1-72-132-50  | BW                                      |
| Priesbergalm (Standort)                                                     | Brennhütte auf der Priesbergalm         | bezeichnet mit dem Jahr 1840; am Priesberg | D-1-72-132-77  | BW                                      |
| Gotzenalm (Standort)                                                        | Drei Kaser der Gotzenalm; Ruppenkaser   | Blockbau, bezeichnet mit 1788 oder 1722; Wahlkaser, Blockbau, 18. Jahrhundert; Kaser (südlich), Blockbau, 19. Jahrhundert; südlich vom Jenner, 1700 m Höhe | D-1-72-132-93  | BW                                      |
| Gotzentalalm (Standort)                                                     | Wahlkaser auf der Gotzentalalm          | Rundumtyp, Blockbau, Schindeldach, bezeichnet mit dem Jahr 1733 oder 1755; südlich vom Jenner, 1108 m Höhe | D-1-72-132-94  | Wahlkaser auf der Gotzentalalm          |
| Herrnroint (Standort)                                                       | Ehemaliger Kaser                        | Steinbau, bezeichnet mit dem Jahr 1846; südlich von Königssee-Lände am Sommerbichl | D-1-72-132-95  | BW                                      |
| Königsbachalm (Standort)                                                    | Höchstgelegener Kaser der Königsbachalm | Blockbau, erste Hälfte 19. Jahrhundert; südlich unterm Jenner, ca. 1250 m Höhe | D-1-72-132-97  | Höchstgelegener Kaser der Königsbachalm |
| Königsbergalm (Standort)                                                    | Kramerkaser                             | massiv, Bauteil bezeichnet mit dem Jahr 1624, Umbau 1806; südöstlich unterm Jenner, 1620 m Höhe | D-1-72-132-98  | BW                                      |
| Königstalalm (Standort)                                                     | Königstalalm                            | Kaser 1. Hälfte 19. Jahrhundert; Kaser, etwa erste Hälfte 19. Jahrhundert; südöstlich unterm Jenner, 1215–1784 m Höhe | D-1-72-132-99  | BW                                      |
| Krautkaseralm (Standort)                                                    | Kaser der Krautkaseralm                 | Rundumkaser, sog. Stangerkaser, Niederleger, erdgeschossiger überkämmter Rundholzblockbau mit Flachsatteldach, bez. 1881, im Innern dreiräumiges Kaserstöckl in Blockbauweise, 1679; Kaser, eingeschossiger überkämmter Blockbau mit abgeschlepptem Flachsatteldach, z.T. verschindelt, frühes 19. Jahrhundert; nördlich unterm Vogelstein, 1310–1345 m Höhe.                     | D-1-72-132-100 | BW                                      |
| Seeaualm (Standort)                                                         | Kaser der Seeaualm                      | Zweiräumiges Kaserstöckl in Blockbauweise, 1739, Teil eines ehem. Rundumkasers. | D-1-72-132-106 | BW                                      |

### Weitere Gemeindeteile
| Lage                                              | Objekt                                     | Beschreibung | Akten-Nr.     | Bild             |
| ------------------------------------------------- | ------------------------------------------ | --- | ------------- | ---------------- |
| Fritzen Fritzenweg 8 (Standort)                   | Sogenannte Fritzenkapelle                  | 19. Jahrhundert | D-1-72-132-11 | BW               |
| Graben Nähe Kapellenweg (Standort)                | Feldkapelle                                | mit Dachreiter, 18. Jahrhundert, mit Ausstattung; zum Grabenlehen gehörig | D-1-72-132-81 | Feldkapelle      |
| Hinterbrand Vorderbrandstraße 95 (Standort)       | Hinterbrandlehen                           | altertümliches Bauernhaus eines Zwiehofs, ehemaliges Doppel-Bauernhaus (Gmoa), erdgeschossig mit Kniestock, im Inneren Holzbalkendecke und alte Stiege; erste Hälfte 16. Jahrhundert; Stallstadel, Holzbohlenbau, angeblich 1575; Feldkasten, zweigeschossiger Blockbau, bezeichnet mit dem Jahr 1792 | D-1-72-132-22 | Hinterbrandlehen |
| Hofreit Hofreitstraße 39 (Standort)               | Oberhofreitlehen                           | Ehemaliges Bauernhaus eines Zwiehofs, Erdgeschoss 16. /17. Jahrhundert, marmorne spätgotische Türeinfassung, gewölbter Hausgang, Obergeschoss wohl 19. Jahrhundert | D-1-72-132-74 | BW               |
| Klingeralm (Standort)                             | Klingeralm                                 | Kaser der Klingeralm; Blockbau, Schindeldach, bezeichnet mit dem Jahr 1846; westlich von Königssee-Lände am Grünstein | D-1-72-132-96 | BW               |
| Luegerer Stangerberg 8 (Standort)                 | Landhaus, Georgihäusl                      | mit hölzernen Lauben, Erkern, Bemalung, Flachsatteldach, im Heimatstil um 1910/15 von Georg Zimmermann | D-1-72-132-2  | BW               |
| Lustheim Am Friedhof 9; Am Friedhof 11 (Standort) | Salettl                                    | kleiner Bau mit Mansarddach, zweite Hälfte 18. Jahrhundert; zum ehemaligen, 1939 abgebrochenen Fürstpröpstlichen Schloss Lustheim gehörig | D-1-72-132-51 | Salettl          |
| Spinner Spinnerwinklweg 8 (Standort)              | Spinnerlehen                               | Bauernhaus eines Zwiehofs, Blockbau-Obergeschoss, First bezeichnet mit dem Jahr 1682; Feldkasten, Blockbau auf gemauertem Sockel, 17./18. Jahrhundert; Spinnerkapelle, mit Walmdach, wohl 18. Jahrhundert; mit Ausstattung; alte Klaubstein-Feldmauern                                                | D-1-72-132-17 | BW               |
| Unterstein Untersteiner Straße 11 (Standort)      | Gasthof Unterstein                         | stattlicher Bau mit Blockbau-Kniestock, marmorne Tür- und Fenstergewände, im Kern 17. Jahrhundert; Zuhaus, ehemalige Enzianbrennerei, First bezeichnet mit dem Jahr 1823 | D-1-72-132-85 | BW               |
| Vorderbrand Vorderbrandstraße 93 (Standort)       | Alpengasthof Vorderbrand, altes Bauernhaus | Obergeschoss-Blockbau im Kern wohl 17./18. Jahrhundert, Ausbau 1927 zum Gasthof; Feldkasten, zweigeschossiger Blockbau, 18. Jahrhundert; Hofkapelle St. Marien, mit Walmdach und offener Vorhalle, 18. Jahrhundert; mit Ausstattung                                                                   | D-1-72-132-21 | BW               |

## Ehemalige Baudenkmäler
| Lage                                               | Objekt                                | Beschreibung | Akten-Nr.      | Bild                                  |
| -------------------------------------------------- | ------------------------------------- | --- | -------------- | ------------------------------------- |
| Faselsberg Vorderbrandstraße 57 (Standort)         | Kranvogellehen                        | Bauernhaus eines Zwiehofs, Blockbau-Obergeschoss, bezeichnet mit dem Jahr 1665, in der Stube Holzbalkendecke; Feldkasten, Blockbau auf gemauertem Sockel, wohl 18. Jahrhundert                                                | D-1-72-132-18  | BW                                    |
| Grund An der Seeklause 3 (Standort)                | Sogenannte Marmorsäge                 | schmales dreigeschossiges Haus, mit Satteldach, um Mitte 19. Jahrhundert | D-1-72-132-68  | BW                                    |
| Grund An der Seeklause 5 (Standort)                | Grundmühle                            | 17. Jahrhundert; mit Mühlbach-Anlage | D-1-72-132-69  | BW                                    |
| Kramer Grünsteinstraße 58 (Standort)               | Obergrünsteinlehen                    | Bauernhaus, Blockbau-Obergeschoss, 17./18. Jahrhundert | D-1-72-132-4   | BW                                    |
| Oberschönau Löslerstraße 15 (Standort)             | Simonlehen                            | Bauernhaus, Obergeschoss in Blockbauweise, 17./18. Jahrhundert | D-1-72-132-5   | BW                                    |
| Oberschönau Löslerstraße 33 (Standort)             | Löslerlehen                           | Bauernhaus eines Zwiehofs, über unregelmäßigem Grundriss, im Kern 17. Jahrhundert, mehrfach erneuert | D-1-72-132-6   | BW                                    |
| Hinterschönau Hinterschönauer Weg 19 (Standort)    | Schneiderlehen                        | malerisches Bauernhaus, Erdgeschoss mit Ausbauten, Obergeschoss in Blockbauweise, 17./18. Jahrhundert | D-1-72-132-25  | BW                                    |
| Hinterschönau Hochödweg 7 (Standort)               | Hochödlehen                           | Bauernhaus eines Zwiehofs, ehemals offener, jetzt am Erdgeschoss verputzter Blockbau, bezeichnet mit dem Jahr 1692 | D-1-72-132-27  | Hochödlehen                           |
| Hinterschönau Steinwandweg 30 (Standort)           | Steinwandlehen                        | Bauernhaus eines Zwiehofs, Obergeschoss-Blockbau, 17./18. Jahrhundert | D-1-72-132-28  | BW                                    |
| Königssee Am Tradenlehen 2 (Standort)              | Forsthaus                             | originelle Einfirstanlage, zum Teil zweigeschossiger Blockbau, zum Teil Obergeschoss-Blockbau, in Art der Doppel-Bauernhäuser (Gmoa), mit Außentreppe und Flachsatteldach, Anfang 20. Jahrhundert von Georg Zimmermann erbaut | D-1-72-132-31  | Forsthaus                             |
| Königssee An der Falkensteiner Wand (Westufer) ()  | Gedenktafel                           | Tafel zur Erinnerung an das Schiffsunglück der Saalfeldener Wallfahrer 1688; angebracht 1911 | D-1-72-132-46  |                                       |
| Am Westufer ()                                     | Gedenktafel                           | Rotmarmor, mit Kreuzgruppe und fürstpröpstlichen Wappen, zur Erinnerung an ein Bootsunglück, Anfang 16. Jahrhundert | D-1-72-132-47  |                                       |
| Faselsberg Richard-Voß-Straße 55 (Standort)        | Holzlehen                             | Bauernhaus eines Zwiehofs, 18./19. Jahrhundert | D-1-72-132-15  | BW                                    |
| Schwöb Alte Königsseer Straße 36 (Standort)        | Mühlebengütl                          | Wohnhaus mit Putzgliederungen, First bezeichnet mit dem Jahr 1857 | D-1-72-132-63  | BW                                    |
| Schwöb Untersteiner Straße ()                      | Pestsäule                             | 17./18. Jahrhundert; beim Neuhäusl-Anwesen | D-1-72-132-66  |                                       |
| Kührointalm Unterkunftshaus Kührointalm (Standort) | 3 Kaser auf der Kührointalm           | Bäschtlerkaser, Blockbau auf Steinunterbau, erste Hälfte 17. Jahrhundert; Anfangerkaser, Steinbau, 1847; Gattermannkaser, Blockbau, angeblich 15. Jahrhundert, Umbau um 1940; nordöstlich unter dem Watzmann, 1420 m Höhe     | D-1-72-129-67  | weitere Bilder                        |
| Mitterkaseralm (Standort)                          | Großer Kaser                          | bezeichnet mit dem Jahr 1893; nordöstlich unterm Jenner, ca. 1530 m Höhe | D-1-72-132-101 | BW                                    |
| Unterschönau Artenreitring 25 (Standort)           | Ehemaliges Bedienstetenhaus zu Nr. 27 | Obergeschoss in Blockbauweise, Flachsatteldach, um 1905 | D-1-72-132-72  | Ehemaliges Bedienstetenhaus zu Nr. 27 |
| Unterschönau Am Schmiedenlehen 1 (Standort)        | Schmiedenlehen                        | Wohnhaus, marmorne Tür- und Fenstergewände, bezeichnet mit dem Jahr 1655 | D-1-72-132-79  | Schmiedenlehen                        |
| Unterschönau Untersteiner Straße 36 (Standort)     | Moosbachhäusl                         | Obergeschoss Holz verputzt, 18./19. Jahrhundert | D-1-72-132-88  | BW                                    |
| Unterschönau Untersteiner Straße 70 (Standort)     | Pfingstlerlehen                       | Bauernhaus, Blockbau-Obergeschoss, 17./18. Jahrhundert | D-1-72-132-89  | Pfingstlerlehen                       |